# Robotar (film)
Robotar är en amerikansk animerad familjefilm från 2005. Filmen är regisserad av Chris Wedge, med hjälp av Carlos Saldanha. Konsulten Jon Vitti, känd bland annat som manusförfattare för TV-serien Simpsons, var också delaktig i arbetet med filmen.[källa behövs]
Filmen hade biopremiär i Sverige den 18 mars 2005, utgiven av 20th Century Fox.

## Handling
Rodney Copperbottom har alltid haft drömmar om att bli uppfinnare. Så snart han blir gammal nog ger han sig av till Robot City i förhoppning att få träffa sin hjälte, den välkände uppfinnaren Bigweld. Rodneys resa tar en oanad vändning och blir till ett äventyr som kommer att bli livsavgörande både för honom själv och för robotvärlden.

### Tagline
- Repair for adventure!

## Rollista (urval)

### Engelska röster
- Ewan McGregor – Rodney Copperbottom
- Halle Berry – Cappy
- Robin Williams – Fender
- Greg Kinnear – Phineas T. Ratchet
- Mel Brooks – Bigweld
- Amanda Bynes – Piper
- Drew Carey – Crank
- Jim Broadbent – Madame Gasket
- Stanley Tucci – Herb Copperbottom
- Dianne Wiest – Lydia Copperbottom
- Jennifer Coolidge – Tant Fanny
- Paul Giamatti – Tim
- Dan Hedaya – Herr Gunk
- Harland Williams – Lug
- Natasha Lyonne – Loretta Pistongtryck
- Jay Leno – Brandpost
- Alan Rosenberg – Jack Hammer
- Will Denton och Crawford Wilson – Rodney 10 och 12 år
- Jansen Panettiere – Rodney 5 år
- Al Roker – Brevlåda
- James Earl Jones – Röstkort med Darth Vaders röst

### Svenska röster
Källa: 
- Linus Wahlgren – Rodney Copperbottom
- Anna Sahlin – Cappy
- Robert Gustafsson – Fender
- Niclas Wahlgren – Phineas T. Ratchet
- Svante Thuresson – Bigweld
- Marie Serneholt – Piper
- Henrik Hjelt – Crank
- Claes Malmberg – Madame Gasket
- Göran Engman – Herb Copperbottom
- Maria Rydberg – Lydia Copperbottom
- Ewa Fröling – Tant Fanny
- Morgan Alling – Tim
- Björn Granath – Herr Gunk
- Mikael Tornving – Lug
- Annica Smedius – Loretta Pistongtryck
- Guy de la Berg – Jack Hammer
- Emil Smedius – Rodney 10 och 12 år
- Simon Sjöquist – Rodney 5 år
- Gunnar Ernblad – Brevlåda
- Dick Eriksson – Dum tjänsteman

Övriga röster: Annika Rynger, Jasmine Heikura, Joakim Jennefors, Kristian Ståhlgren, Lawrence Mackrory, Magnus Veigas, Peter Sjöquist, Rebecca Pantzer, Roger Storm och Johan Lejdemyr.